# Washingtonova univerza v St. Louisu
Washingtonova univerza v St. Louisu (angleško Washington University in St. Louis, okrajšano WashU ali WUSTL) je ameriška zasebna univerza s sedežem v širšem metropolitanskem območju mesta St. Louis, Misuri, Združene države Amerike.
Ustanovljena je bila leta 1853 kot Eliotovo semenišče (Eliot Seminary), naziv univerze pa je pridobila tri leta kasneje. Za ustanovitev sta bila najbolj zaslužna poslovnež in politik Wayman Crow ter unitarianistični duhovnik in šolnik William Greenleaf Eliot. Kmalu se je pričela širitev, tako je bila leta 1867 ustanovljena pravna fakulteta, ki je leta 1909 kot ena prvih visokošolskih ustanov v državi pričela sprejemati tudi ženske. Razvoj je občutno pospešila druga svetovna vojna, med katero je privabila številne nadarjene kadre, ki so prebegnili iz Evrope. Oznako »v St. Louisu« je njen upravni odbor dodal imenu leta 1976, da bi preprečili zamenjevanje z drugimi univerzami, ki nosijo ime državnika Georgea Washingtona. Zdaj univerzo sestavlja sedem fakultet, kamor je skupno vpisanih približno 15.000 dodiplomskih in podiplomskih študentov.
Po raziskovalnih in akademskih dosežkih se redno uvršča blizu vrha različnih nacionalnih in mednarodnih lestvic univerz. Z Washingtonovo univerzo v St. Louisu je povezanih 24 prejemnikov Nobelove nagrade, ki so tu študirali ali delovali kot profesorji, med njimi Arthur Holly Compton (nagrada za fiziko 1927), ki je kasneje služil tudi kot kancler univerze, ter Carl in Gerty Cori (nagrada za fiziologijo ali medicino 1947).